# Mathias Sprogøe Fletting
Mathias Sprogøe Fletting (født 31. december 1988 i Vanløse) er en dansk skuespiller. Han er søn af skuespillerne Henning Sprogøe og Anne Fletting.

## Karriere
Mathias Sprogøe Fletting er uddannet fra Den Danske Scenekunstskole i Aarhus. I 2016 debuterede han på scenen i En kvinde uden betydning på Aarhus Teater. Han havde dog allerede haft en mindre ukrediteret rolle i Olsen-banden Junior (2001), hvor han spillede et børnehjemsbarn.
Fletting har medvirket i tv-serier såsom Dicte, Kemohjerne, Sommerdahl, Sygeplejeskolen og Bullshit. Filmen Needle Boy (2016) var hans anden optræden i en spillefilm. I 2017 medvirkede han i stykket Den politiske kandestøber, der blev opført på Folketeatret i København.
Fletting lægger også stemme til danske versioneringer af udenlandske børnefilm.  

## Privatliv
Hans lillebror Johannes Sprogøe Fletting (født 1994) arbejder som filmfotograf. Han er barnebarn til den nu afdøde skuespiller Ove Sprogøe.
Fletting danner par med hospitalsklovnen Anna Agergaard Kristensen.

## Filmografi
- Olsen-banden Junior (2001, ukrediteret)
- Dicte (tv-serie, 2016)
- Needle Boy (2016)
- Brormand (kortfilm, 2016)
- Studie udi menneskedyret no. 38: Hjertekvaler (kortfilm, 2019)
- Kemohjerne (tv-serie, 2019)
- Sommerdahl (tv-serie, 2020)
- Sygeplejeskolen (tv-serie, 2020)
- Den som dræber - Fanget af mørket (tv-serie, 2021)
- Orange Feeling (kortfilm, 2021)
- Agnes (tv-serie, 2023)
- Returkraft (kortfilm, 2023)
- Bullshit (tv-serie, 2024)